# Arda Okan Kurtulan
Arda Okan Kurtulan (Istanbul, 19 novembre 2002) è un calciatore turco naturalizzato albanese, difensore del Göztepe.

## Carriera

### Club
Il 22 maggio 2022 ha debuttato nella massima divisione turca con la maglia del Fenerbahçe.

## Statistiche

### Presenze e reti nei club
Statistiche aggiornate all'11 maggio 2025.
| Stagione               | Squadra                | Campionato             | Campionato | Campionato | Coppe nazionali | Coppe nazionali | Coppe nazionali | Coppe continentali | Coppe continentali | Coppe continentali | Altre coppe | Altre coppe | Altre coppe | Totale | Totale |
| Stagione               | Squadra                | Comp                   | Pres       | Reti       | Comp            | Pres            | Reti            | Comp               | Pres               | Reti               | Comp        | Pres        | Reti        | Pres   | Reti   |
| ---------------------- | ---------------------- | ---------------------- | ---------- | ---------- | --------------- | --------------- | --------------- | ------------------ | ------------------ | ------------------ | ----------- | ----------- | ----------- | ------ | ------ |
| 2021-2022              | Fenerbahçe             | SL                     | 1          | 0          | TK              | 0               | 0               | UEL+UECL           | -                  | -                  | -           | -           | -           | 1      | 0      |
| 2022-gen. 2023         | Adana Demirspor        | SL                     | 0          | 0          | TK              | 1               | 0               | UEL+UECL           | -                  | -                  | -           | -           | -           | 1      | 0      |
| gen.-giu. 2023         | Karacabey              | 2L                     | 14         | 3          | TK              | 0               | 0               | -                  | -                  | -                  | -           | -           | -           | 14     | 3      |
| 2023-2024              | Diyarbekirspor         | 2L                     | 32         | 8          | TK              | 0               | 0               | -                  | -                  | -                  | -           | -           | -           | 32     | 8      |
| 2024-2025              | Adana Demirspor        | SL                     | 26         | 1          | TK              | 2               | 1               | -                  | -                  | -                  | -           | -           | -           | 28     | 2      |
| Totale Adana Demirspor | Totale Adana Demirspor | Totale Adana Demirspor | 26         | 1          |                 | 3               | 1               |                    | -                  | -                  |             | -           | -           | 29     | 2      |
| Totale carriera        | Totale carriera        | Totale carriera        | 73         | 12         |                 | 3               | 1               |                    | -                  | -                  |             | -           | -           | 76     | 13     |